# Zamek Szprotawski
Zamek książęcy w Szprotawie – zamek, który znajdował się w Szprotawie, wzniesiony prawdopodobnie w II połowie XIII wieku, zniszczony podczas pożaru w 1672 roku.

## Historia

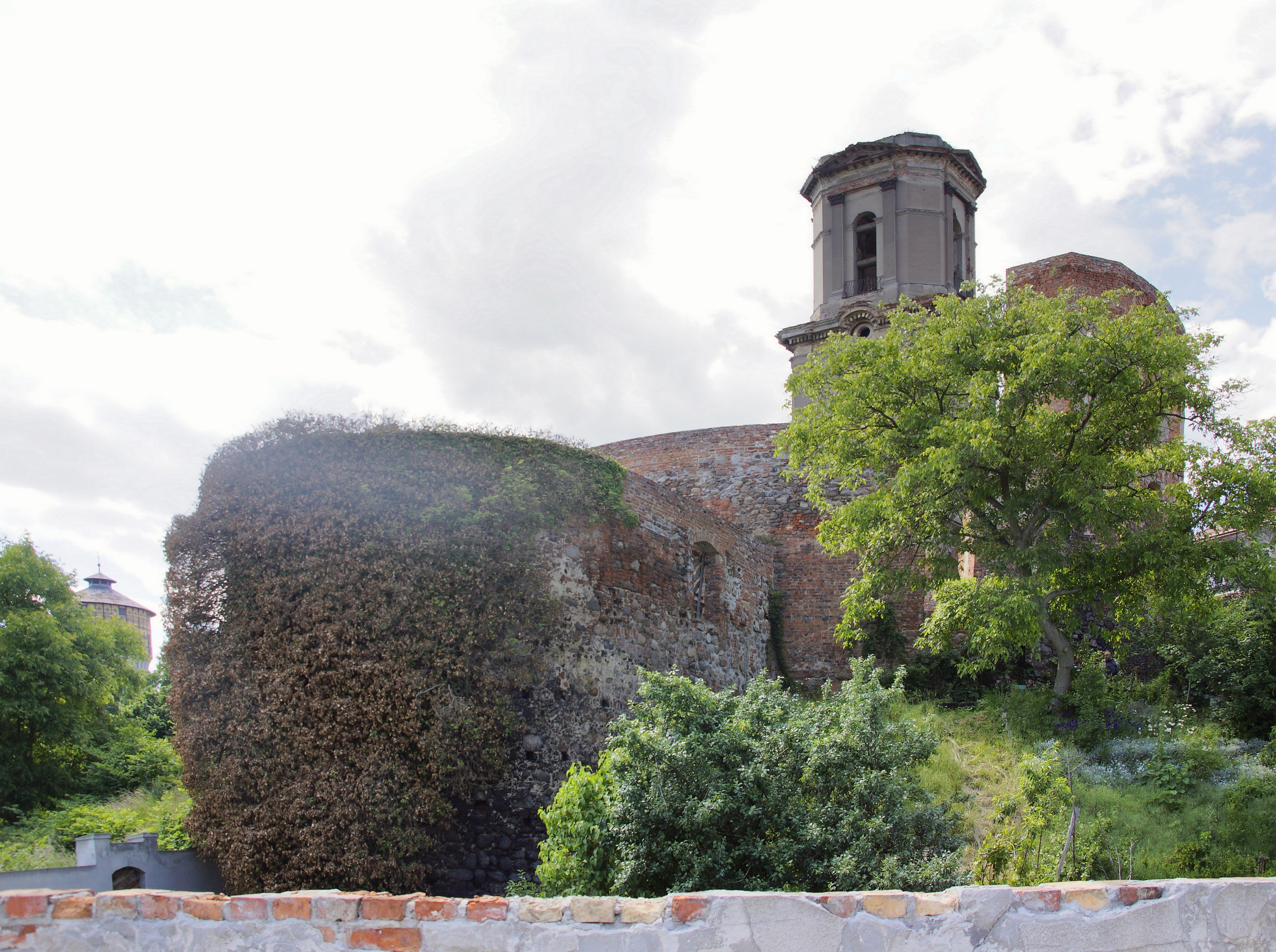
Widok na ruiny kościoła ewangelickiego ukazujący jego pozamkowe pochodzenie

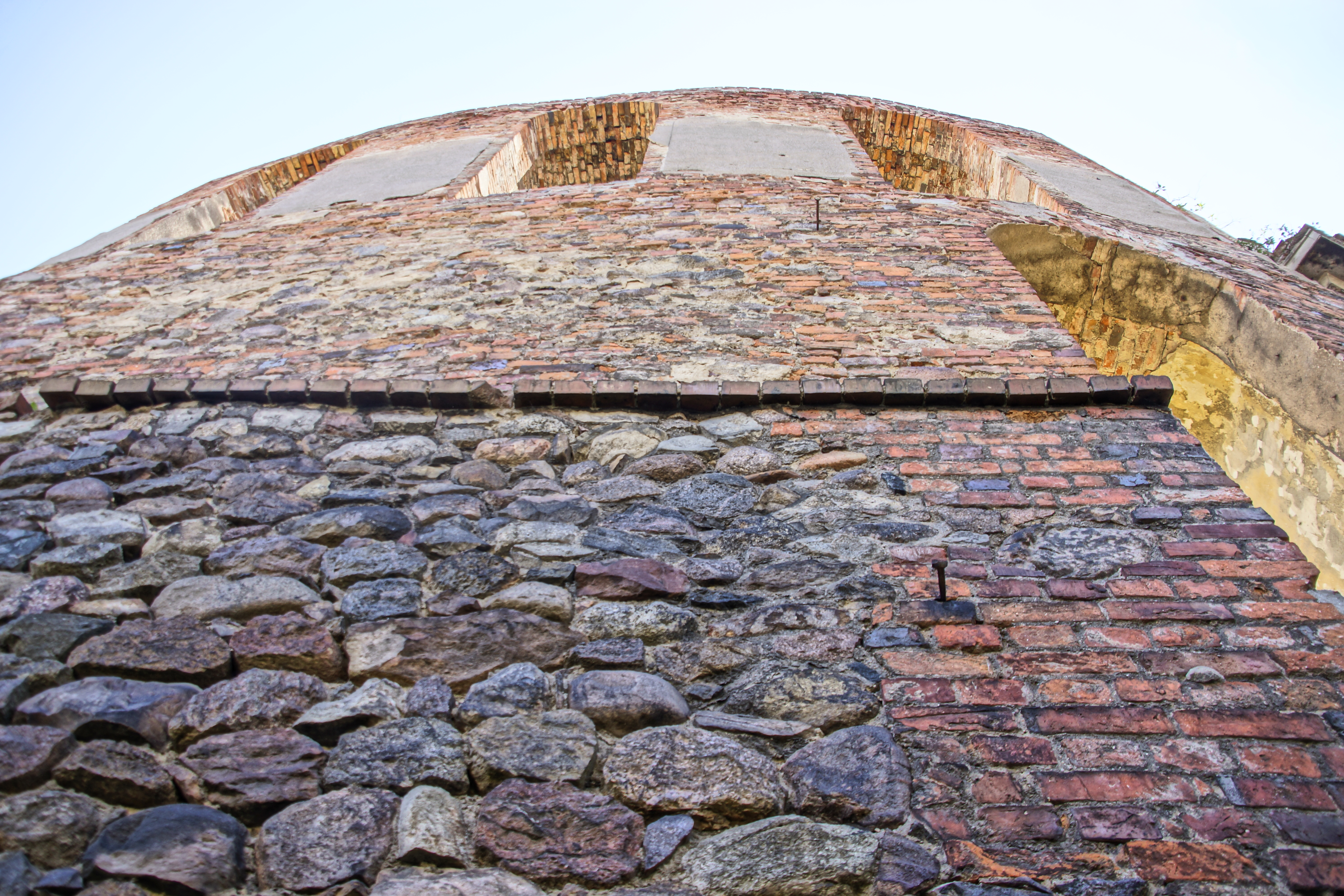
Fragmenty średniowiecznych murów w ścianach kościoła

Warownia początkowo funkcjonowała jako konstrukcja o ubogiej architekturze. Na przełomie XIII i XIV wieku została rozbudowana w stylu gotyckim z zastosowaniem jako budulca kamienia i cegły. Zamek był wielokrotnie niszczony, zarówno przez wojny jak i żywioł. Książę Jan II Szalony stał się lokatorem jak i odnowicielem szprotawskiego zamku, jednak po konflikcie z Maciejem Korwinem i przegranej wojnie zamek został zniszczony i rozgrabiony. Po ciężkim oblężeniu załoga zamku poddała się w styczniu 1489 roku. W XVI wieku zamek trafił z rąk prywatnych pod jurysdykcję miejskiego magistratu. Podczas wojny trzydziestoletniej kwaterę w nim urządził Albrecht von Wallenstein. 
Zamek spłonął doszczętnie podczas wielkiego pożaru miasta w 1672 roku, a w jego miejscu wybudowano browar. W wyniku silnych wpływów protestanckich na ziemiach Dolnego Śląska ziemia starego zamku została przeznaczona pod budowę świątyni ewangelickiej. W 1747 roku budowla została ukończona. Po II wojnie kościół systematycznie popadał w ruinę.
W miejscu lokalizacji zamku szprotawskiego w 2000 roku przeprowadzono prace archeologiczne.

## Program badawczy Muzeum Ziemi Szprotawskiej
Muzeum Ziemi Szprotawskiej prowadziło program badawczy pod nazwą „Zamek Szprotawski”, którego celem było pozyskanie informacji na temat: zamku w Szprotawie, Bramy głogowskiej, Bramy żagańskiej, murów miejskich oraz sposobów obronny w mieście.
W marcu 2006 zapoczątkowano prace badające przeszłość warowni książęcej w Szprotawie oraz fortyfikacji miejskich. W wyniku prac w muzeum została stworzona makieta budowli służąca do celów badawczych oraz stała wystawa historycznej ceramiki wydobytej z terenu zamku.